# Ormen från Nilen
Ormen från Nilen (engelska: Serpent of the Nile) är en amerikansk historisk äventyrsfilm i Technicolor från 1953 i regi av William Castle. I huvudrollerna ses Rhonda Fleming, Raymond Burr, William Lundigan och Michael Ansara. I en tidig roll ses även Julie Newmar som exotisk dansare.  

## Om filmen
Filmen hade en mycket låg budget. Den spelades in i kulisserna som fanns kvar efter inspelningen av Rita Hayworth-filmen Salome - danserskan. 

## Rollista i urval
- Rhonda Fleming - Cleopatra
- William Lundigan - Lucilius
- Raymond Burr - Mark Antony
- Jean Byron - Charmian
- Michael Ansara - kapten Florus
- Michael Fox - Octavius
- Conrad Wolfe - äldre lönnmördare
- John Crawford - kapten Domitius
- Jane Easton - Cytheris
- Robert Griffin - Brutus
- Frederic Berest - Marculius
- Julie Newmar - den förgyllda flickan (som Julie Newmeyer)